# (38744) 2000 QE186
2000 QE186 (asteroide 38744) é um asteroide da cintura principal. Possui uma excentricidade de 0.11055530 e uma inclinação de 6.33480º.
Este asteroide foi descoberto no dia 26 de agosto de 2000 por LINEAR em Socorro.